# ياماتو (ناروتو)
تينزو - Tenzō- テンゾウ هو إحدى شخصيات ناروتو
لم يظهر إلا في الجزء الثاني للمانغا.هو عضو في الأنبو برتبة جونين .طلبت منه تسونادي (الهوكاجي الخامس) تولي قيادة الفريق السابع ( ناروتو ، ساكورا ، ساي ) بالنيابة عن هاتاكي كاكاشي على أن يصبح إسمه ( ياماتو ) وذلك للحفاظ على سرية الأنبو. وكانت مهمته استعادة ساسكي إلى القرية.

## قصته

خوذة ياماتو

ياماتو (ヤマト, Yamato) عضو في قوات الأنبو التابعة لكونوها. إتقانه لعنصر الخشب (موكتون Mokuton) كان السبب وراء تعيينه كقائد لفريق كاكاشي نيابة عن هاتاكي كاكاشي المصاب من أجل السيطرة على الثعلب الشيطاني ذو الذيول التسعة المختوم داخل ناروتو. بعد شفاء كاكاشي وعودته إلى الفريق بقي ياماتو رهن الإشارة لتقديم يد المساعدة في أي وقت. في الحقيقة ياماتو ليس اسمه الحقيقي بل كان كلمة سر من طرف تسونادي عندما التحق بفريق كاكاشي، اسمه القديم عندما كان ضمن الأنبو كان تنزو (テンゾウ, Tenzô), بينما يبقى اسمه الحقيقي مجهولا. أصبح ياماتو قائد الفريق السابع نيابة عن هاتاكي كاكاشي المصاب جراء استعمال هذا الأخير للمانجيكيو شارينقان ثلاث مرات ضد ديدارا . بعد العودة إلى كونوها أشرف كل من ياماتو وكاكاشي على تدريب ناروتو لمساعدته على إتقان جيتسو (فوتون راسن شيريكن) في أقل وقت ممكن باستعمال تقنية نسخ الظل (كاغي بونشن). لكنه تم اعتقاله من طرف كابوتو
و في الحرب الرابعه كان ياماتو لا يزال محتجزا إلى أن حرره كابوتو وكانت الحرب قد انتهت. 
ياماتو لا يملك عائلة مما يعني أنه لا يملك اسم كذالك كان ياماتو وحيدا إلى أن قابل هاتاكي كاكاشي واصبح صديقه
و استطاع كاكاشي أن يجعله نينجا في قريه كونوها

## ملف النينجا
المهام المنجزة
- رتبة د ( احتمالية الخطر منعدمة ) : 80
- رتبة ج ( احتمالية الخطر منخفضة ) : 176
- رتبة ب ( احتمالية الخطر متوسطة ) : 400
- رتبة أ ( احتمالية الخطر كبيرة ) : 350
- رتبة س ( مهمة صعبة وخطيرة قد تؤدي إلى موت الشينوبي ): 36

كما أنه مستخدم لعنصري الماء والأرض و بدمج العنصرين معا ينتج عنه عنصر الخشب ووارث لصفات الهوكاجي الأول بعد أن كان الناجي الوحيد من تجارب زراعة خلايا هاشيراما والتي قام بها اورتشيمارو

مخطط النينجا لياماتو